# Cimetière militaire allemand de Mons-en-Laonnois
Le cimetière militaire allemand de Mons-en-Laonnois est un cimetière militaire de la Première Guerre mondiale situé sur le territoire de la commune de Mons-en-Laonnois, dans le département de l'Aisne.

## Historique
Le cimetière allemand de Mons-en-Laonnois est édifié après la Grande Guerre par l’État français qui y rassemble les corps provenant de 45 lieux différents.

## Caractéristiques
Les soldats inhumés ont pris part aux batailles du Chemin des Dames à l'automne 1914, mais surtout en 1917 et 1918. Les soldats tués dans ce secteur au cours de l'Offensive des Cent-Jours d'août à octobre 1918 y sont également inhumés.
Le cimetière rassemble 5 010 corps, dont 3 257 inhumés dans des tombes individuelles matérialisées par des croix en métal (dont deux non-identifiés) et 1 753, dont 179 sont identifiés, inhumés dans deux ossuaires. Quatre travailleurs civils sont enterrés dans ce cimetière.